# Liste der Biografien/Masm
Liste der Biografien |
Portal Biografien |
Personensuche
# |
A |
B |
C |
D |
E |
F |
G |
H |
I |
J |
K |
L |
M |
N |
O |
P |
Q |
R |
S |
T |
U |
V |
W |
X |
Y |
Z |
?
 
Ma |
Mb |
Mc |
Md |
Me |
Mf |
Mg |
Mh |
Mi |
Mj |
Mk |
Ml |
Mm |
Mn |
Mo |
Mp |
Mq |
Mr |
Ms |
Mt |
Mu |
Mv |
Mw |
Mx |
My |
Mz
 
Maa |
Mab |
Mac |
Mad |
Mae |
Maf |
Mag |
Mah |
Mai |
Maj |
Mak |
Mal |
Mam |
Man |
Mao |
Map |
Maq |
Mar |
Mas |
Mat |
Mau |
Mav |
Maw |
Max |
May |
Maz
 
Masa |
Masb |
Masc |
Masd |
Mase |
Masg |
Mash |
Masi |
Masj |
Mask |
Masl |
Masm |
Masn |
Maso |
Masp |
Masq |
Masr |
Mass |
Mast |
Masu |
Masv |
Masw |
Masy |
Masz
Die Liste der Biografien führt alle Personen auf, die in der deutschsprachigen Wikipedia einen Artikel haben. Dieses ist eine Teilliste mit 8 Einträgen von Personen, deren Namen mit den Buchstaben „Masm“ beginnt.

## Masm

### Masma
- Masman, Theo Uden (1901–1965), niederländischer Jazz-Pianist und Bandleader
- Masmanidis, Ioannis (* 1983), deutscher FußballspielerIoannis Masmanidis (* 1983)

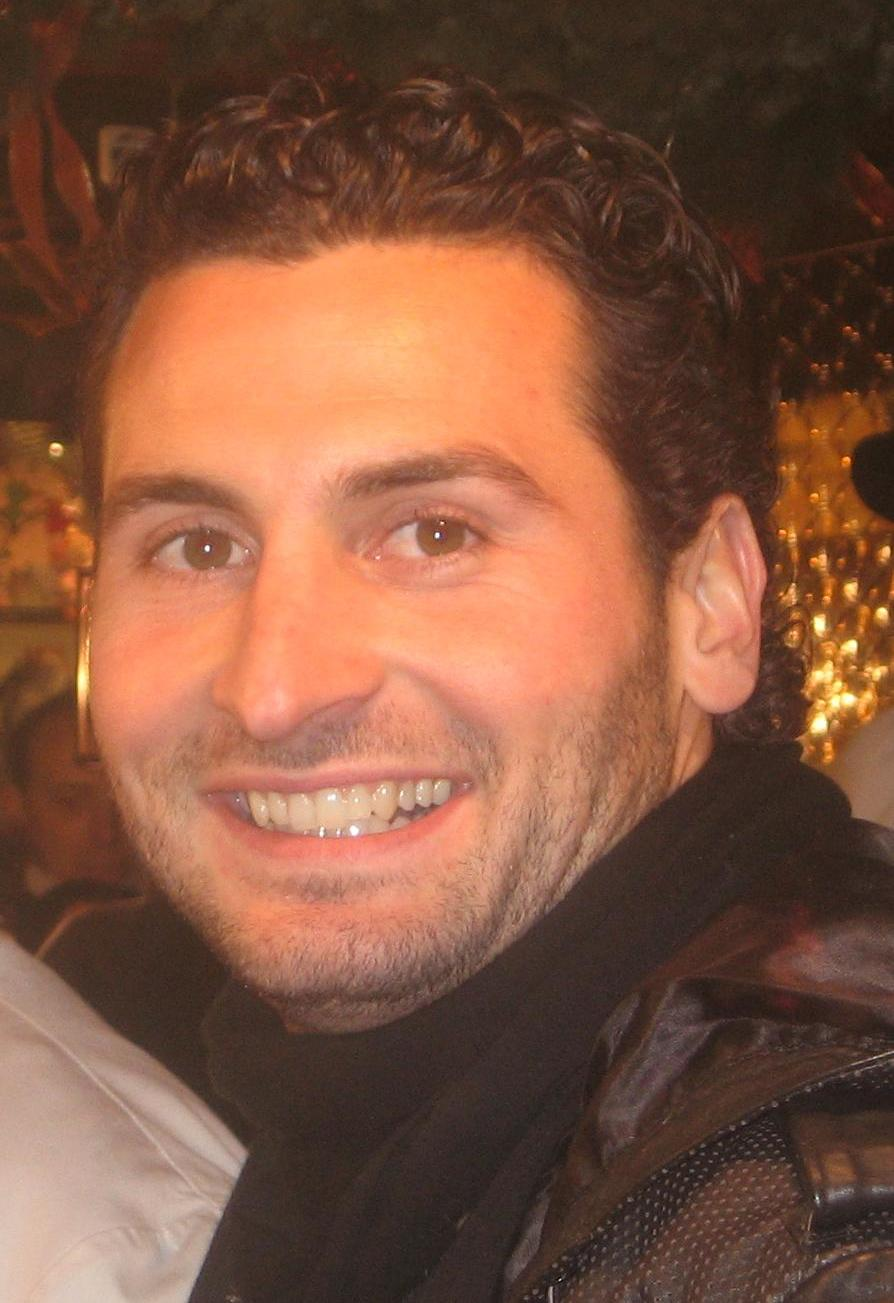
Ioannis Masmanidis (* 1983)

- Masmanischwili, Dudana (* 1980), georgische Pianistin
- Masmanjan, Mikajel (1899–1971), armenischer Architekt und Hochschullehrer

### Masmo
- Masmoudi, Nader (* 1974), tunesischer Mathematiker
- Masmoudi, Radwan (* 1963), tunesische Persönlichkeit des Islam in den Vereinigten Staaten

### Masmu
- Masmudi, Muhammad († 2016), tunesischer Politiker
- Masmünster, Margaretha Ursula von, geistliche Schriftstellerin